# مالكوم رويال
مالكوم رويال (بالإنجليزية: Malcolm Royal)‏ هو محامي أسترالي، ولد في 25 أبريل 1941، وتوفي في 21 أكتوبر 2006.